# 葛蘭姆訴佛羅里達州案
葛蘭姆訴佛羅里達州案（Graham v. Florida）為美國聯邦最高法院於2010年所作成的判決，該判決中宣告對於非犯下謀殺罪（non-homicide offenses）的少年犯不得科處終身監禁不得假釋的刑罰。聯邦最高法院判決認為，該院於2005年作成的羅珀訴西蒙斯案之判決見解同樣適用於終身監禁不得假釋。根據2010年5月天主教通訊社（Catholic News Service）的報導，現在總共有37個州、哥倫比亞特區以及聯邦法令允許對於非犯下謀殺罪之人科處終身監禁不得假釋的刑罰。然而，只有部分判決真得對於非犯下謀殺罪之人科處此等刑罰，且大部分是針對成年人。（根據甘迺迪大法官的統計，現在總共有129個於犯罪時未成年的被告被處以終身監禁不得假釋，77個在佛羅里達州，剩下的則分別位於其他10個州。）

## 本案摘要
本案被告Terrance Jamar Graham（生於1987年1月6日）和另外兩名共犯於2003年7月企圖搶劫一間位於佛羅里達州傑克遜維爾的燒烤店。當時16歲的葛蘭姆因為企圖搶劫遭到逮捕，並被指控犯下攜帶凶器入室竊盜（armed burglary with assault and battery）並企圖強盜的罪行，此乃可以被判處終身監禁的一級重罪。葛蘭姆進行認罪協商，並獲得准許。
六個月後，於2003年12月2日，葛蘭姆再次因為侵入住居強盜而遭到逮捕。葛蘭姆否認犯行，他知道他違反了先前的認罪協議。2006年時，法院判處葛蘭姆終身監禁，而且因為佛羅里達州廢除了假釋制度，因此變成終身監禁不得假釋的狀態。

## 多數意見
甘迺迪大法官闡釋了法院的見解：
憲法禁止對於非犯下謀殺罪的少年犯科處終身監禁不得假釋的刑罰。各州雖然不需要保證這些少年犯最終能夠獲釋，但假如對於少年犯科處終身監禁的刑罰，則必須要給予其實際上可能獲釋的機會。撤銷佛羅里達州第一地區上訴法院的判決，本案發回重審，並且不得違反本見解。

## 後續發展
2012年2月，葛蘭姆由原審法官重新判決，並處以有期徒刑25年。
2012年3月，聯邦最高法院受理 米勒訴阿拉巴馬州案，該案中，一個觸犯謀殺罪的少年犯遭判處終身監禁不得假釋。聯邦最高法院於2012年6月25日作成判決，以對於少年犯科處終身監禁不得假釋乃係屬於殘忍而不尋常的刑罰，違反憲法第八修正案為由，撤銷原判決。。

## 參照
1. ↑  560 U.S. 48 (2010)
2. ↑  Liptak, Adam, , New York Times, May 17, 2010  [2013-11-06], （原始内容存档于2021-04-30）.
3. ↑  Bravin, Jess, , Wall Street Journal, May 18, 2010  [2013-11-06], （原始内容存档于2013-05-17）.
4. 1 2   (PDF). Supreme Court of the United States. May 17, 2010  [May 20, 2010]. （原始内容存档 (PDF)于2021-04-29）.
5. ↑  .   [2013-11-06]. （原始内容存档于2016-03-04）.
6. ↑  http://www.catholicnews.com/data/briefs/cns/20120625.htm#head5 Archive.today的存檔，存档日期2013-06-30